# Victor von Keltsch
Ernst Alois Viktor von Keltsch und Riemberg, modernisiert auch Viktor von Keltsch, (* 29. November 1813 in Dobrischau; † 6. August 1884 in Stein, Ostpreußen) war ein ostpreußischer Rittergutsbesitzer und Parlamentarier.

## Leben
Viktor von Keltsch wurde als Sohn des Besitzers schlesischen Rittergutes Skarsine Ernst Gottlieb Sigismund von Keltsch und Riemberg  (1772–1843) und der Caroline Henriette Gottliebe von Blacha und Lubie (1774–1858) geboren. Nach dem Besuch des Gymnasiums in Breslau studierte er an den Universitäten Bonn, Berlin und Königsberg Rechtswissenschaften. 1835 wurde er Mitglied des Corps Borussia Bonn. 1856–1858 und 1870–1872 saß er im Preußischen Abgeordnetenhaus. Als königlich-preußischer Regierungs-Referendarius ging er in den Ruhestand.
Er war Ehrenritter des Johanniterordens.
Nach dem Studium bekam er das Rittergut Malschöwen, Kreis Ortelsburg, Ostpreußen. Danach heiratete er zu Stein bei Blumenau, Ostpreußen 20. August 1840 Blanka Karoline Charlotte Friederike von Carlowitz, Majoratsherrin auf Stein, Tochter des Karl Friedrich Wilhelm von Carlowitz, Preussischer Oberst im Kaiser Franz Garde-Grenadier-Regiment Nr. 2 und der Karoline Reimara geb. Hahn, und wurde dadurch Besitzer des Ritterguts Stein in Ostpreußen. Aus der Ehe gingen hervor:
- Magdalena Karoline Theodore Charlotte (* 18. Juni 1841 zu Kurzwitz, Kreis Oels, Schlesien) ⚭ 1861 Richard von Arnim  (* 10. August 1831; † 30. Juli 1901), Oberst
- Ernst Sigismund (Siegmund) Wilhelm (* 19. April 1843 zu Stein; † 15. September 1880) ⚭ N.N.